# Mauer (Baden-Württemberg)
Mauer è un comune tedesco di 3 727 abitanti, situato nel land del Baden-Württemberg.